# ポール・スカンジ
ポール・スカンジ（Paul Skansi 1960年1月11日- ）はワシントン州タコマ出身の元アメリカンフットボール選手。NFLのシアトル・シーホークスなどでプレーした。現役時代のポジションはワイドレシーバー。

## 経歴

### 現役選手時代
ワシントン大学では1982年1月1日に行われたローズボウルでQBスティーブ・ペルーアから4回パスをレシーブしアイオワ大学を28-0で破る勝利に貢献した。
1983年のNFLドラフト5巡目でピッツバーグ・スティーラーズに指名されて入団した。翌1984年、シアトル・シーホークスに移籍した。シーホークスでは第3ダウンに起用するレシーバーとして活躍した。1989年には39回のキャッチで488ヤードを獲得、5TDをあげた。彼は1990年11月11日のカンザスシティ・チーフス戦でQBデイブ・クレイグがデリック・トーマスにNFL記録となる7回サックされた試合で残り4秒から25ヤードのタッチダウンパスをレシーブした選手である。この後、ノーム・ジョンソンのトライフォーポイントが決まりチームは17-16で逆転勝ちした。アローヘッド・スタジアムでのシーホークスの勝利は1980年以来のことであった。

### 現役引退後
2000年にサンディエゴ・チャージャーズにスカウトとして加入した。2017年よりワシントン・レッドスキンズのスカウトに就任した。